# Diócesis de Richmond
La diócesis de Richmond (en latín: Dioecesis Richmondien(sis) y en inglés: Roman Catholic Diocese of Richmond) es una circunscripción eclesiástica latina de la Iglesia católica en Estados Unidos, sufragánea de la arquidiócesis de Baltimore. La diócesis tiene al obispo Barry Christopher Knestout como su ordinario desde el 5 de diciembre de 2017.

## Territorio y organización

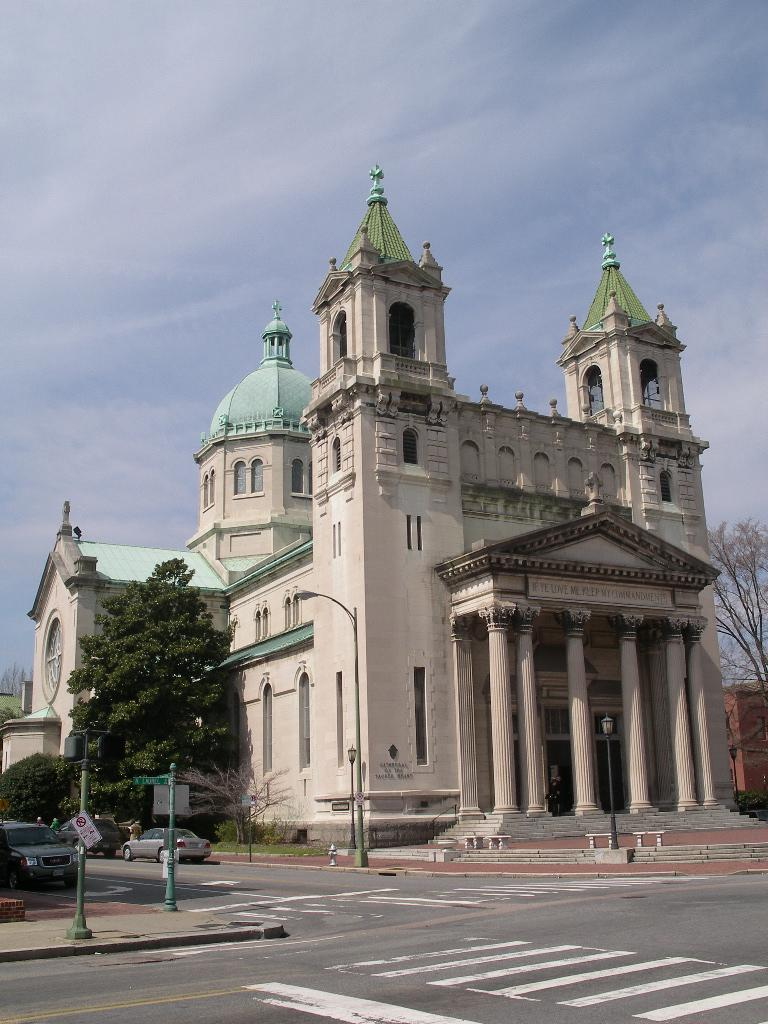
Iglesias en los Estados Unidos fotografiadas en 2005, Exterior de la Catedral del Sagrado Corazón en Richmond

La diócesis tiene 86 071 km² y extiende su jurisdicción sobre los fieles católicos de rito latino residentes en 74 condados del estado de Virginia: Accomack, Albemarle, Alleghany, Amelia, Amherst, Appomattox, Augusta, Bath, Bedford, Bland, Botetourt, Brunswick, Buchanan, Buckingham, Campbell, Caroline, Carroll, Charles City, Charlotte, Chesterfield, Craig, Cumberland, Dickenson, Dinwiddie, Essex, Floyd, Fluvanna, Franklin, Giles, Gloucester, Goochland, Grayson, Greene, Greensville, Halifax, Hanover, Henrico, Henry, Highland, Isle of Wight, James City, King and Queen, King William, Lee, Louisa, Lunenburg, Mathews, Mecklenburg, Middlesex, Montgomery, Nelson, New Kent, Northampton, Nottoway, Patrick, Pittsylvania, Powhatan, Prince Edward, Prince George, Pulaski, Roanoke, Rockbridge, Rockingham, Russell, Scott, Smyth, Southampton, Surry, Sussex, Tazewell, Washington, Wise, Wythe y York.
La sede de la diócesis se encuentra en la ciudad de Richmond, en donde se halla la Catedral del Sagrado Corazón. En Norfolk se encuentra la basílica menor de la Inmaculada Concepción de María.
En 2020 en la diócesis existían 138 parroquias.
Los Caballeros de Colón, una de las más conocidas organizaciones católicas, tiene un capítulo en la diócesis de Richmond, conocido como el Bishop Ireton Council 6189 of the Knights of Columbus.

## Historia
La diócesis fue erigida el 11 de julio de 1820 con la bula Inter multiplices del papa Pío VII, obteniendo el territorio de la arquidiócesis de Baltimore.
De 1822 a 1840 la diócesis pasó a ser administrada por los arzobispos de Baltimore.
El 18 de junio de 1834, con la bula Benedictus Deus, el papa Gregorio XVI confirmó el territorio de jurisdicción de los obispos de Richmond, extendido a todo Virginia, que en ese momento también incluía Virginia Occidental.
El 19 de julio de 1850 cedió una parte de su territorio para la erección de la diócesis de Wheeling (hoy diócesis de Wheeling-Charleston) mediante el breve Ad apostolicam sedem del papa Pío IX.
El 15 de agosto de 1858 la diócesis se expandió incorporando la ciudad de Alexandria, que pertenecía a la arquidiócesis de Baltimore.
El 28 de mayo de 1974 cedió otra porción de territorio para la erección de la diócesis de Arlington mediante la bula Supernae Christifidelium del papa Pablo VI. En el mismo año incorporó una parte del territorio que pertenecía a la diócesis de Wilmington.

## Estadísticas
De acuerdo al Anuario Pontificio 2021 la diócesis tenía a fines de 2020 un total de 259 971 fieles bautizados.
| Año                                                                             | Población            | Población | Población      | Sacerdotes | Sacerdotes    | Sacerdotes    | Bautizados por sacerdote | Diáconos permanentes | Religiosos | Religiosos | Parroquias |
| Año                                                                             | Bautizados católicos | Total     | % de católicos | Total      | Clero secular | Clero regular | Bautizados por sacerdote | Diáconos permanentes | Varones    | Mujeres    | Parroquias |
| ------------------------------------------------------------------------------- | -------------------- | --------- | -------------- | ---------- | ------------- | ------------- | ------------------------ | -------------------- | ---------- | ---------- | ---------- |
| 1950                                                                            | 80 610               | 2 950 000 | 2.7            | 220        | 128           | 92            | 366                      |                      | 116        | 512        | 83         |
| 1965                                                                            | 217 840              | 4 074 359 | 5.3            | 364        | 182           | 182           | 598                      |                      | 203        | 860        | 166        |
| 1970                                                                            | 263 514              | 4 742 925 | 5.6            | 383        | 190           | 193           | 688                      |                      | 237        | 853        | 123        |
| 1976                                                                            | 109 333              | 3 509 107 | 3.1            | 224        | 125           | 99            | 488                      |                      | 111        | 425        | 90         |
| 1980                                                                            | 111 011              | 3 685 720 | 3.0            | 235        | 151           | 84            | 472                      | 1                    | 93         | 414        | 100        |
| 1990                                                                            | 141 261              | 5 168 000 | 2.7            | 218        | 170           | 48            | 647                      | 10                   | 59         | 369        | 143        |
| 1999                                                                            | 191 051              | 4 507 819 | 4.2            | 205        | 164           | 41            | 931                      | 24                   | 6          | 210        | 142        |
| 2000                                                                            | 196 701              | 4 519 465 | 4.4            | 196        | 158           | 38            | 1003                     | 26                   | 45         | 210        | 144        |
| 2001                                                                            | 200 342              | 4 555 139 | 4.4            | 200        | 164           | 36            | 1001                     | 27                   | 44         | 198        | 147        |
| 2002                                                                            | 208 008              | 4 674 975 | 4.4            | 201        | 165           | 36            | 1034                     | 34                   | 47         | 187        | 147        |
| 2003                                                                            | 213 528              | 4 727 638 | 4.5            | 194        | 158           | 36            | 1100                     | 82                   | 47         | 187        | 148        |
| 2004                                                                            | 212 189              | 4 727 630 | 4.5            | 203        | 165           | 38            | 1045                     | 83                   | 51         | 193        | 148        |
| 2010                                                                            | 233 000              | 4 942 100 | 4.7            | 194        | 164           | 30            | 1201                     | 85                   | 43         | 205        | 151        |
| 2014                                                                            | 241 000              | 5 600 000 | 4.3            | 219        | 189           | 30            | 1100                     | 136                  | 37         | 166        | 149        |
| 2016                                                                            | 244 700              | 5 680 000 | 4.3            | 213        | 183           | 30            | 1148                     | 115                  | 37         | 139        | 142        |
| 2017                                                                            | ?                    | 5 118 519 | ?              | 213        | 194           | 19            | ?                        | 140                  | 27         | 180        | 142        |
| 2020                                                                            | 259 971              | 5 242 066 | 5.0            | 192        | 182           | 12            | 1340                     | 165                  | 18         | 166        | 138        |
| Fuente: Catholic-Hierarchy, que a su vez toma los datos del Anuario Pontificio. |                      |           |                |            |               |               |                          |                      |            |            |            |

### Escuelas secundarias
- Benedictine High School, Richmond
- Bishop Sullivan Catholic High School, Virginia Beach
- Blessed Sacrament Huguenot, Powhatan
- Guardian Angel Regional Catholic School, Staunton  (Cerrada en el 2007)
- Holy Cross Regional Catholic School, Lynchburg
- Peninsula Catholic High School, Newport News
- Roanoke Catholic School, Roanoke
- Saint Gertrude High School, Richmond
- Walsingham Academy, Williamsburg

## Episcopologio
- Patrick Kelly † (19 de julio de 1820-9 de febrero de 1822 nombrado obispo de Waterford y Lismore)
  - Sede vacante (1822-1840)
- Richard Vincent Whelan † (19 de diciembre de 1840-23 de julio de 1850 nombrado obispo de Wheeling)
- John McGill † (23 de julio de 1850-14 de enero de 1872 falleció)
- James Gibbons † (30 de julio de 1872-20 de mayo de 1877 nombrado arzobispo coadjutor de Baltimore[6])
- John Joseph Keane † (28 de marzo de 1878-12 de agosto de 1888 renunció[7])
- Augustine Van de Vyver † (16 de julio de 1889-16 de octubre de 1911 falleció)
- Denis Joseph O'Connell † (19 de enero de 1912-15 de enero de 1926 renunció[8])
- Andrew James Louis Brennan † (28 de mayo de 1926-14 de abril de 1945 renunció[9])
- Peter Leo Ireton † (14 de abril de 1945 por sucesión-27 de abril de 1958 falleció)
- John Joyce Russell † (3 de julio de 1958-28 de abril de 1973 retirado)
- Walter Francis Sullivan † (4 de junio de 1974-16 de septiembre de 2003 retirado)
- Francis Xavier DiLorenzo † (31 de marzo de 2004-17 de agosto de 2017 falleció)
- Barry Christopher Knestout, desde el 5 de diciembre de 2017